# Euharpyia bipunctata
Euharpyia bipunctata är en fjärilsart som beskrevs av Felix Bryk 1953. Euharpyia bipunctata ingår i släktet Euharpyia och familjen tandspinnare. Inga underarter finns listade i Catalogue of Life.